# Dapsilanthus elatior
Dapsilanthus elatior är en gräsväxtart som först beskrevs av Robert Brown, och fick sitt nu gällande namn av Barbara Gillian Briggs och Lawrence Alexander Sidney Johnson. Dapsilanthus elatior ingår i släktet Dapsilanthus, och familjen Restionaceae. Inga underarter finns listade i Catalogue of Life.